# Be'er Milka
Be'er Milka (hebrejsky בְּאֵר מִלְכָּה, v oficiálním přepisu do angličtiny Be'er Milka) je vesnice typu mošav v Izraeli, v Jižním distriktu, v Oblastní radě Ramat ha-Negev.

## Geografie
Leží v nadmořské výšce cca 220 metrů v centrální části pouště Negev. Jde o aridní oblast, ve které jsou jen drobné enklávy zemědělsky využívané půdy v bezprostředním okolí vesnice. Východně od vesnice začíná zcela suchá oblast písečných dun Cholot Chaluca. Zdejší krajina má mírně zvlněný terén, který člení četná vádí. Na západním okraji obce je to vádí Nachal Nicana, do kterého tu ústí vádí Nachal Lavan.
Obec se nachází 45 kilometrů od břehu Středozemního moře, cca 131 kilometrů jihojihozápadně od centra Tel Avivu, cca 122 kilometrů jihozápadně od historického jádra Jeruzalému a 50 kilometrů jihozápadně od města Beerševa. Be'er Milka obývají Židé, přičemž osídlení v tomto regionu je etnicky převážně židovské.
Be'er Milka je na dopravní síť napojen pomocí místní komunikace, která jižně od vesnice ústí do lokální silnice 211.

## Dějiny
Be'er Milka byl založen v roce 2006. Vznikl s přispěním programu Blueprint Negev financovaného Židovským národním fondem, zaměřeného na posílení demografické a ekonomické základny Negevu.
Je součástí bloku zemědělských sídel v regionu okolo osady Nicana, nedaleko izraelsko-egyptské hranice. V roce 2001 se zformovala přípravná osadnická skupina tvořená mladou generací usedlíků z již etablovaných mošavů v okolní krajině. Provizorně pak pobývala v nedaleké vesnici Kmehin. V srpnu 2006 se usadila v nynější lokalitě a zahájila přípravu výstavby stálé osady včetně trvalých příbytků. Jméno vesnice je odvozeno od arabského místního názvu Bir Malga.
V obci funguje knihovna a společenské centrum. Další občanská vybavenost je v nedaleké vesnici Nicana. Většina obyvatel pracuje v okolních obcích. Jižně od vesnice se rozkládá rozsáhlý komplex věznice Keci'ot (קציעות) využívané izraelskou armádou.

## Demografie
Podle údajů z roku 2014 tvořili naprostou většinu obyvatel v Be'er Milka Židé (včetně statistické kategorie "ostatní", která zahrnuje nearabské obyvatele židovského původu ale bez formální příslušnosti k židovskému náboženství).
Jde o menší obec vesnického typu. Do roku 2009 nebyla osada administrativně uznána za samostatnou obec. Internetové stránky mošavu zde uváděly cca 20 žijících rodin. K 31. prosinci 2014 zde žilo 134 lidí. Během roku 2014 stoupla populace o 10,7 %.
| Rok            | 2010 | 2011 | 2012 | 2013 | 2014 |
| -------------- | ---- | ---- | ---- | ---- | ---- |
| Počet obyvatel | 65   | 80   | 97   | 121  | 134  |